# Charles, 1854
Charles, 1854 is het eerste album van de stripreeks De meesters van de gerst van Jean Van Hamme (scenario) en Francis Vallès (tekeningen).  De reeks vertelt in acht albums het verhaal van enkele generaties Belgische bierbrouwers.De strip werd voor het eerst uitgegeven in 1992 bij uitgeverij Glénat.

## Inhoud
In het Brabantse dorpje Dorp besluit een uitgetreden monnik, Charles Steenfort, zijn eigen brouwerij te beginnen. Hiervoor wendt hij zijn kennis aan die hij opdeed in een Ardense abdijbrouwerij. Samen met de Nederlandse inwijkeling Franz Texel brengt hij zijn eigen bier uit, en daagt zo rechtstreeks meneer De Ruiter uit, de burgemeester en machtigste man van het dorp, die de volledige biermarkt in de omgeving in handen heeft. Dit blijft niet zonder gevolgen voor Charles, Franz en Charles' verloofde...